# Thallo Mons
Il Thallo Mons è una struttura geologica della superficie di Venere.